# Deutscher Arzneimittel-Codex
Dieser Artikel behandelt das Einzelwerk Deutscher Arzneimittel-Codex. Zu dem mit dem Neuen Rezeptur-Formularium gemeinsam erscheinenden Werk siehe DAC/NRF.
Der Deutsche Arzneimittel-Codex (DAC) ist ein durch die Bundesvereinigung deutscher Apothekerverbände (ABDA) herausgegebenes Ergänzungsbuch zum Arzneibuch in Deutschland. Er ist ein praxisnaher Band, in dem die Arzneistoffe respektive Ausgangsstoffe für die Arzneimittelherstellung monographiert sind, die im Europäischen Arzneibuch (Ph. Eur.), Deutschen Arzneibuch (DAB) und Homöopathischen Arzneibuch (HAB) nicht erwähnt werden. Um die bestehende Lücke zu schließen, hat die ABDA 1967 die Herausgabe einer Ergänzung zum Arzneibuch beschlossen. Die erste Auflage erschien im Jahr 1972 als Loseblattwerk und wird seit 2012 halbjährlich aktualisiert. Inhaltlich wird der DAC durch eine achtzehnköpfige Wissenschaftlerkommission aus dem Bereich der Pharmazie zusammen mit einem eigenen Prüflaboratorium in Eschborn erarbeitet und gepflegt. Der DAC war bis 2012 in § 5 Apothekenbetriebsordnung (ApBetrO) namentlich als Pflichtliteratur erwähnt, seitdem ist DAC/NRF als Teil der wissenschaftlichen Literatur in der Apotheke vorgeschrieben. Als pharmazeutisches Standardwerk werden DAC-Monografien des DAC/NRF vom BfArM für die Arzneimittelzulassung herangezogen.